# Carronella pellucida
Carronella pellucida — вид голозябрових молюсків родини Flabellinidae.

## Поширення
Вид поширений на півночі Атлантики біля узбережжя Канади, США, Великої Британії, у Ла-Манші та Північному морі.

## Опис
Молюск завдовжки до 4 см. Тіло білого забарвлення. На дорсальній (верхній) стороні тіла є численні відростки малинового кольору з білими кінчиками. Має пару гладких ринофор і ротові щупальця. Живиться гідроїдними поліпами з роду Eudendrium.